# West Dereham
West Dereham is een civil parish in het bestuurlijke gebied King's Lynn en West Norfolk, in het Engelse graafschap Norfolk met 450 inwoners.

## Foto's

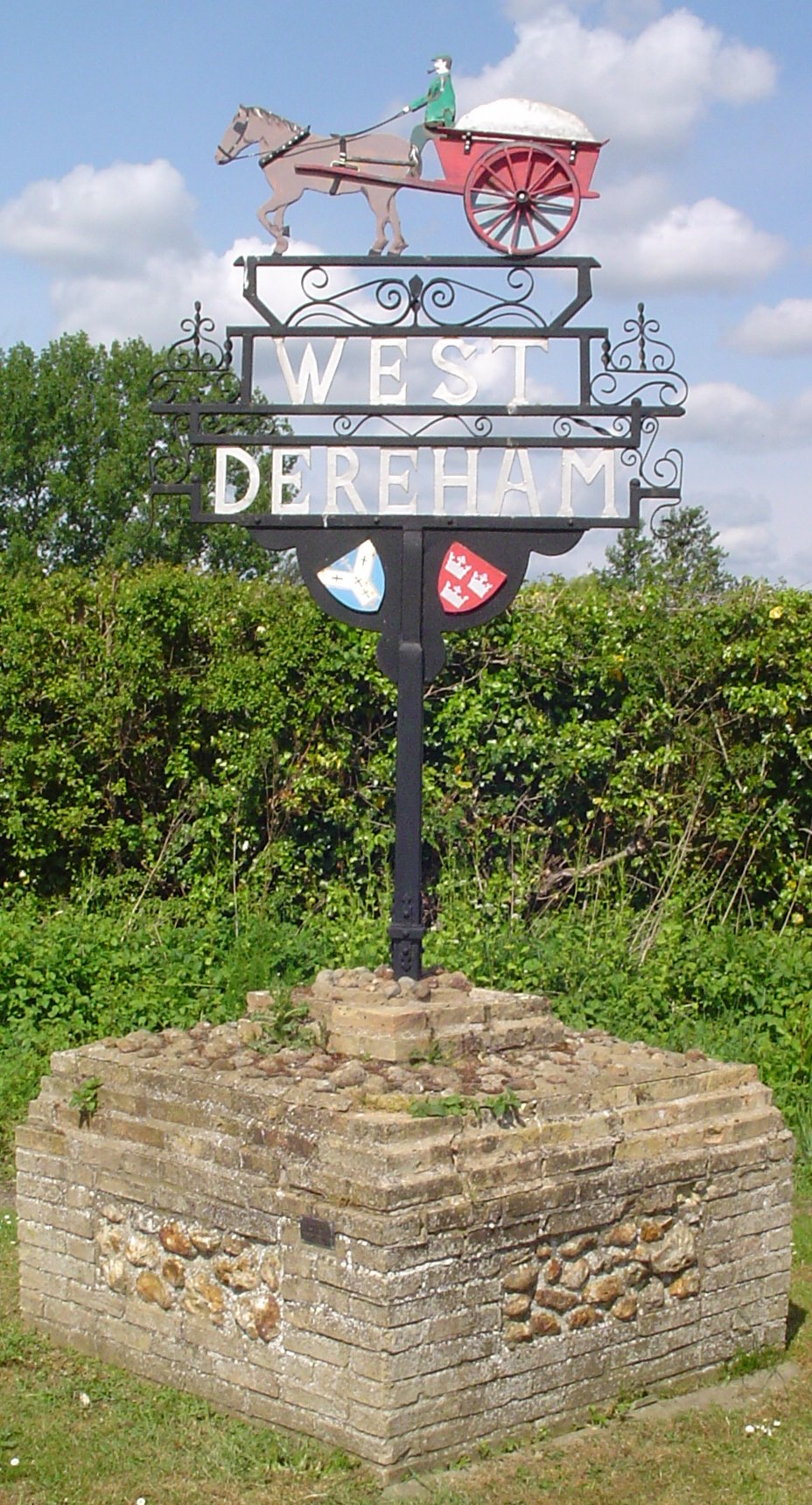